# Шан-Чі (Кіновсесвіт Marvel)
Сю Шан-Чі (англ. Xu Shang-Chi, англійська [ˈʃuː ʃɑːŋˈtʃiː] SHOO shahng-CHEE; кит. спр. 徐尚气, піньїнь: Xú Shàngqì, акад. Чжунхуа Женьмінь Ґунхеґо) — персонаж з медіафраншизи Кіновсесвіту Marvel (КВМ), заснований на однойменному персонажі Marvel Comics. Його роль виконує Симу Лю. У медіафраншизі Шан-Чі є сином Їнь Лі та Венву, засновника та першого лідера терористичної організації «Десять кілець». Батько навчив його навичкам висококваліфікованого замовного вбивці, що володіє бойовими мистецтвами. Разом з сестрою Сяолін, Шан-Чі залишив Десять кілець для спокійного життя в Сан-Франциско.
Шан-Чі став першим головним азійським супергероєм. Вперше він з’явився у фільмі «Шан-Чі та легенда десяти кілець» (2021).

## Концепція та створення
Персонаж був задуманий наприкінці 1972 року письменником Стівом Енглхартом і художником Джимом Старліном. Marvel Comics хотіла отримати права на адаптацію телевізійної програми «Кунг-фу», але не отримала дозволу Warner Communications, яка також була власником основного суперника Marvel, DC Comics. Замість цього Marvel придбала права на комікс, якого Сакса Ромера - доктора Фу Манчу. Енглхарт і Старлін розробили Шан-Чі, майстра кунг-фу, який був представлений як раніше невідомий син Фу Манчжур.  Хоча сам був оригінальним персонажем, багато другорядних персонажів Шан-Чі були творіннями Ромерів. Художник Пол Гулейсі створив зовнішній вигляд Шан-Чі за зразком Брюса Лі. За словами Енглхарта, на його ім'я вплинуло його вивчення І-Цзін  складається з升 (shēng), що означає «висхід», і chi, що означає життєву енергію.
Шан-Чі вперше з'явився у Special Marvel Edition №15 (грудень 1973 року). Він знову з’явився у випуску №16, а в випуску №17 (квітень 1974 р.) назву було змінено на «Руки Шан-Чі: Майстер кунг-фу». Серед захоплення бойовими мистецтвами в Сполучених Штатах у 1970-х роках книга стала дуже популярною, дожила до випуску № 125 (червень 1983), що включає чотири випуски гігантського розміру та щорічний випуск. У коміксах Шан-Чі виховується своїм батьком, доктором Фу Манчжу, як остаточний вбивця для потенційного підкорювача світу. Дізнавшись про злу натуру Фу Манчжу, Шан-Чі клянеться на вічну опозицію амбіціям свого батька і бореться з ним як із силою добра. Через те, що Marvel пізніше втратила права на маєток Ромер, Фу Манчжуру пізніше перейменували на Чжен Цзу. Старлін, який раніше не був знайомий з Фу Манчжуром, поки Ларрі Гама не повідомив йому про расистський характер романів Ромера, пояснив свій ранній відхід із серіалу через його збентеження через одкровення. У сюжетній лінії «Таємні війни » 2015 року версія Шан-Чі знаходиться в натхненному Уся регіоні Кунь-Лунь у Battleworld. У цій безперервності він є вигнаним сином імператора Чжен Цзу, володаря Десяти кілець, безжального клану бойових мистецтв, який використовує містичні сили та прийоми, засновані на силах десяти кілець Мандарина з основної безперервности.
За словами Еда Брубейкера, проблема з авторськими правами була однією з причин використання мандарина як батька Шан-Чі. В основному, у Мандарина був син на ім'я Темугін, який навчався в монастирі бойових мистецтв і філософії, його ім'я навіяно справжнім ім'ям Чингісхана, предка мандарина.
За словами Маргарет Льош, колишнього президента і генерального директора Marvel Productions, у 1980-х роках Стен Лі звернувся до Брендона Лі, щоб він зіграв Шан-Чі у фільмі або телесеріалі, де головну роль відігравав персонаж. У 2001 році на студії DreamWorks Pictures розпочали розробку фільму про Шан-Чі, але після того, як до 2004 року його не вдалося втілити, права на персонажа були повернуті Marvel. У 2004 році Девід Мейзел був прийнятий на посаду операційного директора Marvel Studios, оскільки у нього був план студії для самофінансування фільмів. Marvel уклала борг без права регресу з Merrill Lynch, за яким Marvel отримала $525 мільйонів, щоб зняти максимум 10 фільмів на основі власности компанії протягом восьми років, під заставу певних прав на фільми в цілому на 10 персонажів, включаючи Шан-Чі. Після успіху «Чорної пантери» та «Шалено багаті азіати» (обидва 2018 року), Marvel прискорила розробку фільму про Шан-Чі, найнявши Девіда Калагама в грудні 2018 року для написання сценарію, а Дестіна Деніела Креттона — режисером у березні 2019 року. Креттон також зробив свій внесок у сценарій Калагама. Китайський канадський актор Симу Лю, який раніше виявляв інтерес до цієї ролі, був обраний на роль Шан-Чі в липні 2019 року, про що Креттон і Кевін Файґі публічно оголосили через кілька днів, а також повну назву фільму: Шан-Чі та легенда десяти кілець. Після того, як він був обраний, Файґі зателефонував Лю, сказавши, що життя Лю «от-от зміниться», оскільки він раніше подав петицію на роль з грудня 2018 року.

## Характеристика

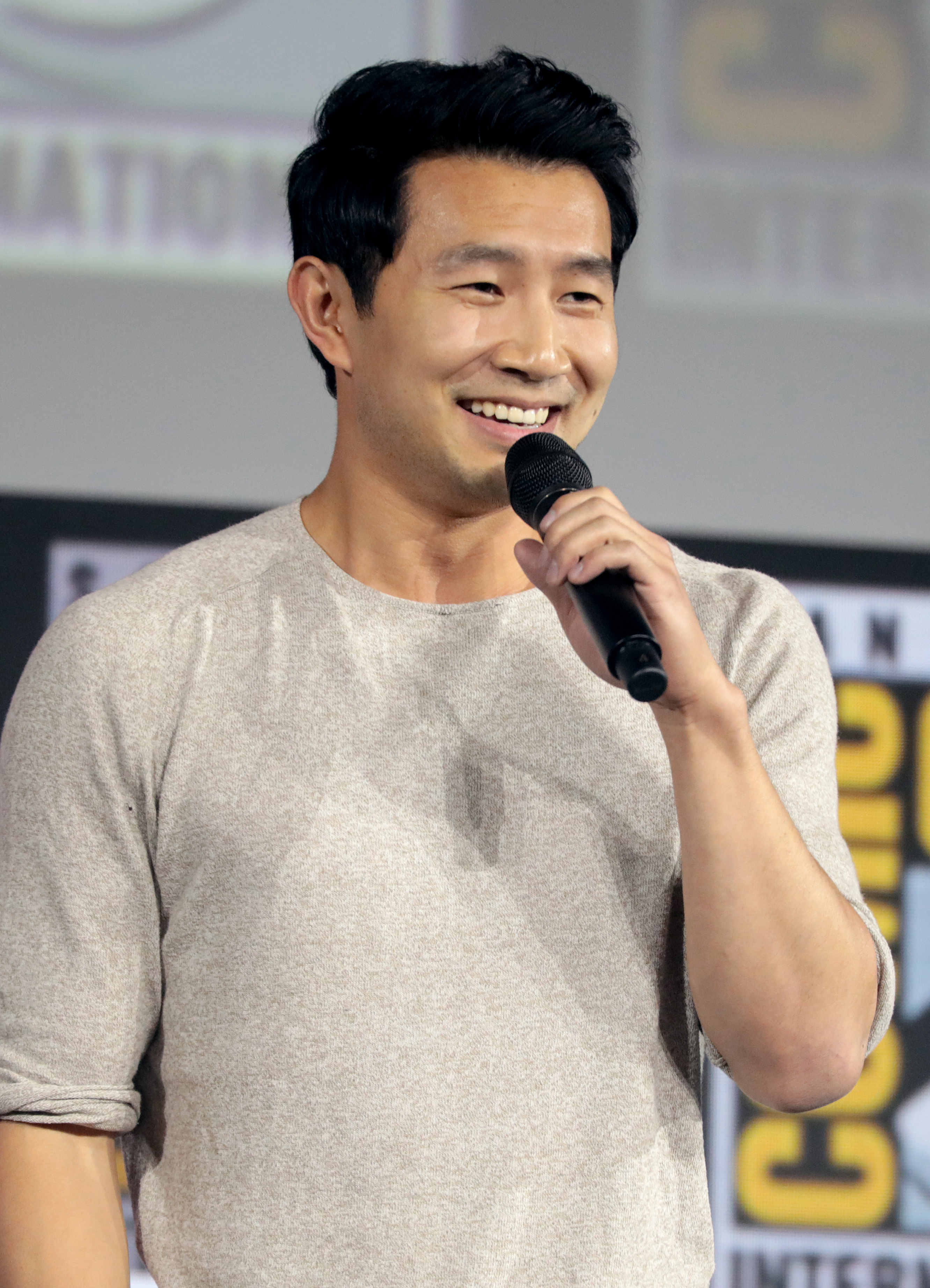
Симу Лю рекламує Шан-Чі та легенду про десять кілець на Comic-Con в Сан-Дієго 2019 року

Обидва були азійського походження, Креттон і Калагам були обізнані з деякими расовими стереотипами, що оточують Шан-Чі в коміксах. Креттон вважав, що, коли отриманий сценарій «Шан-Чі та легенда десяти кілець», то він був «справді красивим оновленням» персонажа з того, що почалося в коміксах, і був справжньою історією про азійську ідентичність. Каллахам додав, що немає «єдиного азійсько-американського голосу», і вони з Креттоном обмірковували, як фільм міг би заговорити з «ширшою азійською діаспорою» і був би «захоплюючим і розважальним, але також особистим для всіх цих людей». Креттон порівняв Шан-Чі з Віллом Гантінґом з «Розумник Вілл Гантінґ» (1997), який являє собою «суміш мужности та вразливости», зазначивши, що обидва персонажі мають секрети та надздібності, яких вони не розуміють, в той час як Лю вважав, що боротьба Шан-Чі з ідентичністю була головним. ядро персонажа, а не його навички бойових мистецтв. Коли з ним зв’язалися, щоб він зобразив цю роль, Лю хотів, щоб фільм «дозволив суспільству побачити азійських чоловіків як могутніх, бажаних і таких, які прагнуть можливостей». Лю використовував дитячий досвід боротьби зі стереотипами та мікроагресією як пов’язаний із характером Шан-Чі, коли він змирився зі своєю спадщиною. Він також намагався розвіяти стереотипи, що виникли з фільмів Брюса Лі 1970-х років про те, що всі азійські чоловіки знають бойові мистецтва, давши зрозуміти в підписі в Instagram, що «азійські актори займаються не тільки кунг-фу. Це одна з багатьох речей, які конкретизують його особистість, але з фізичної точки зору це найскладніше». Незважаючи на те, що спочатку мало знав про персонажа, на початку постановки «Шан-Чі і легенда десяти кілець» Лю був запевнений, що «з самого початку було дуже ясно, що [Креттон] прагне розповісти історію походження герой [який] не був стереотипним, не тропом, який був повністю тривимірним і мав повністю модернізовану [2021] історію походження. На додаток до Брюса Лі він також назвав Джета Лі одним зі своїх натхненників, коли наближався до персонажа.
Шан-Чі залишає організацію «Десять кілець» для нормального життя в Сан-Франциско, а режисер Дестін Деніел Креттон характеризує Шан-Чі як рибу з води в США, яка намагається приховати це своєю харизмою, і не знає, «хто він насправді». Шан-Чі змінює своє ім'я на «Шон», живучи в Сан-Франциско.  Щодо рішення Шан-Чі жити звичайним життям, Лю виявив, що «те, що він робить, трохи екстремально. І це також тому, що він був вихований за дуже екстремальних обставин... Я не можу звинувачувати його в тому, що він вжив крайніх заходів, щоб вийти з цієї ситуації». Креттон описав Шан-Чі та легенду десяти кілець як «подорож до того, ким є [Шан-Чі] і ким він має бути в цьому світі». Оскільки персонаж не носить маски, Лю виконував багато власних трюків, для цього довелося попрацювати над своєю гнучкістю перед зйомками. Лю також набрав 4,5 кг м'язів для ролі. Лю був добре обізнаний у тхеквондо, гімнастиці та він-чунь, а також навчався та тренував тайцзіцюань, ушу, муай-тай, силат, крав мага, джиу-джитсу, бокс та вуличні бої для фільму. Лю назвав процес тренувань і виконання трюків "виснажливим. Було багато виснажливих годин... але це був один з найбільш насичених вражень у моєму житті". Джейден Чжан і Арнольд Сун зображують Шан-Чі дитиною і підлітком відповідно.
Для ранньої сцени у фільмі, де Шан-Чі відбивається від вбивць із Десяти кілець, Креттон черпав натхнення з робіт Джекі Чана, тісно співпрацюючи з хореографами Бредом Алланом та Енді Ченгом, які пройшли навчання в команді каскадерів Чана. Креттон заявив, що його улюбленим моментом цієї сцени був «Трюк з піджаком... коли він може зняти піджак, розкрутити його і знову надіти піджак. Це прямий кивок Джекі Чану з каскадерської команди Джекі Чана».

## Біографія вигаданого персонажа

### Раннє життя
Сю Шан-Чі народився в сім’ї Сю Венву, стародавнього лідера організації Десять кілець, та Їнь Лі, охоронця містичного села Та Ло в альтернативному всесвіті. Дитинство Шан-Чі було блаженним: його батько відмовився від своїх злочинних способів проводити час із сім'єю, а мати розважала його та його сестру Сю Сяолін розповідями про своє село. Коли Їнь Лі була вбита Залізною бандою, давніми суперниками Десяти кілець, Венву бере свої містичні десять кілець і бере Шан-Чі з собою до схованки Залізної банди, де він продовжує жорстоко вбивати банду. Венву відновлює організацію «Десять кілець» і починає навчати Шан-Чі бойовим мистецтвам як вбивцю під жорстоким опікою Торговця смертю. У віці 14 років Шан-Чі відправляється на місію вбити лідера Залізної банди і помститися за його матір. Незважаючи на свій успіх, Шан-Чі отримав травму від випробувань і тікає до Сан-Франциско, щоб почати нове життя, прийнявши ім'я «Шон». Навчаючись у середній школі, Шан-Чі подружився з Кеті, зав'язавши тісну дружбу до зрілого віку.

### Зіткнення зі своїм минулим
Через 10 років, у наш час, Шан-Чі зазнає нападу Десяти кілець на чолі з Бритвеним кулаком. Шан-Чі відбивається від них, але втрачає свій кулон, подарований йому матір'ю. Побоюючись, що Десять кілець нападуть на Сяолін за її підвіску, Шан-Чі вистежує її та розкриває своє минуле Кеті, яка погоджується йому допомогти. Вони знаходять Сяолін в її підпільному бойовому клубі в Макао, але на них нападає Десять кілець на чолі з Торговцем смертю, і Венву прибуває, щоб захопити Шан-Чі, Кеті та Сяолін. Тріо доставляють до комплексу Десяти кілець, де Венву показує, що він вірить, що Лі все ще жива і знаходиться в Та Ло, використовуючи дві підвіски для створення карти, за допомогою якої можна ввійти в село. Венву планує знищити село після звільнення Лі та ув'язнює Шан-Чі та інших, коли вони заперечують проти його планів.
Тріо втікає з території за допомогою Тревора Слеттері та його товариша-гундуна Морріса і їде в Та Ло, щоб попередити село про Десять кілець. У Та Ло Шан-Чі знайомить зі своєю тіткою та сестрою Лі, Їнь Нань, яка пояснює історію Та Ло та розкриває, що Венву маніпулює Мешканець у темряві, щоб він повірив, що Лі все ще жива, тому він скористається кільцями, щоб зламати печатку, що утримує Мешканця. Нань дарує Шан-Чі вбрання, виготовлене з червоної луски Великого Покровителя, дракона-охоронця Та Ло, і навчає його стилю бою Та Ло. Шан-Чі захищає село зі своїми новими союзниками, коли Венву та Десять кілець прибувають, щоб знищити печатку. Шан-Чі бореться зі своїм батьком, але зазнає поразки, і падає в озеро. Шан-Чі відроджується Великим Захисником і використовує свої новознайдені сили, щоб роззброїти Венву.
Після того, як Мешканець втікає з темряви, Венву жертвує собою, щоб врятувати Шан-Чі від Мешканця, і передає десять кілець Шан-Чі, який використовує їх і бойовий стиль Та Ло, щоб знищити Мешканця. Повернувшись у Сан-Франциско, чородій Вонґ викликає Шан-Чі та Кеті, щоб вони йшли в Камар-Тадж, де Вонґ знайомить їх з Брюсом Беннером та Керол Денверс за допомогою голограми, де вони досліджують природу десяти кілець. Вонґ, Беннер і Денверс виявляють, що кільця випромінюють таємничий сигнал, і Вонґ обіцяє продовжувати стежити за ним. Потім Шан-Чі пропонує їм піти в бар, і він, Кеті та Вонґ разом співають караоке.

## Сприйняття
Карен Роут з Hypable похвалила рішення про те, щоб Шан-Чі вже з самого початку знав, хто він такий і що він може робити, на відміну від багатьох знайомих історій походження, які можна побачити в інших фільмах коміксів. З цього приводу Роут зазначив, що «так, це історія походження, але це було більше про самоприйняття, ніж самовідкриття... це був ковток свіжого повітря для першого фільму про нового персонажа в КВМ». Вона описала погляд Лю на персонажа так: «пропонувати нам ідеальну дихотомію в його ролі... Він добрий, дурний, нормальний хлопець, який приховує таємницю». Джастін Чан з NPR був притягнутий до персонажа через його складні стосунки з Венву, сказавши, що «[Шан-Чі] має складне, невиразне едіпове суперництво зі своїм батьком, який перетворив його на бойову машину, яким він є, і піддав йому будь-які способи жорстоких маніпуляцій і зловживань», розмежовуючи «глибини... травми» персонажа. Герб Скрибнер з Дезерет назвав Шан-Чі «абсолютно чудовим». Скрибнер вважав, що «як Шан-Чі, Лю йде по лінії молодого чоловіка, який намагається знайти дорогу, і вразливого хлопчика, який намагається знайти свою сім'ю», і порівняв цього персонажа з іншими провідними персонажами КВМ, включаючи Тора та Брюса Беннера.
Після того, як у 2017 році Лю критикував китайський уряд, знову з’явилися коментарі, заявивши, що його батьки сказали йому, що Китай є країною «третього світу», де люди «вмирають з голоду». Таким чином, китайський випуск «Шан-Чі та легенда десяти кілець» став малоймовірним; це змусило багатьох китайських шанувальників висловити розчарування тим, що вони не зможуть подивитися фільм, посилаючись на рішення фільму видалити суперечливі елементи персонажа, пов’язані з Шан-Чі, як позитив.

## Майбутнє
Лю сказав, що він «не знає жодного з майбутніх планів Marvel щодо цього або будь-якого іншого персонажа», але хотів би повернутися для адаптації «Острова павуків», коміксу, який він описав як «дуже відомий». історія, в якій Шан-Чі та Людини-павука мають невеликий момент об’єднання» і що він хотів би, щоб Шан-Чі навчав Людини-павука «Шляху павука». В інтерв'ю в подкасті Phase Zero Лю також виявив зацікавленість у головній ролі в майбутньому епізоді «А що як...?» оскільки це дозволило б йому поекспериментувати з персонажем так, як йому не дозволили б у фільмі.